# Beckinger Saarblicke
Die „Traumschleife“ Beckinger Saarblicke ist ein Premium- und Rundwanderweg im Saarland. Er befindet sich am Saar-Hunsrück-Steig.

## Hintergrund
Der Wanderweg bietet Blick auf das mittlere Saartal, den Schaumberg, das Lothringer Stufenland und die Spicherer Höhen. Er führt durch das Naturschutzgebiet Wolferskopf, das Landschaftsschutzgebiet Beckinger Saaraltarm, das Tal des Kondeler Bachs und die Anhöhen um Beckingen herum. Neben einer vielfältigen Flora und Fauna bietet er auch Sandstein- und Kalksteinbrüche sowie mehrere Bunker. Zu den besonderen Arten am Wolferskopf zählen Warzenbeißer, Spargelerbse, Gewöhnlicher Fransenenzian und verschiedene Orchideen, darunter das Übersehene Knabenkraut, das im Saarland nur hier vorkommt. Außerdem werden hier Vogesenrinder gehalten.
Die Traumschleife ist nach dem Litermont-Sagenweg der zweite Premiumwanderweg der Gemeinde Beckingen. Er wurde am 2. Oktober 2014 unter Anwesenheit des Bürgermeisters Erhard Seger eröffnet. Die sechsstündige Führung mit ca. 50 Teilnehmern wurde von Armin Buchheit geleitet.
Die Brücke der Landesstraße L 174 wurde 2015 von Schülern der Beckinger Friedrich-Bernhard-Karcher-Schule unter der Anleitung des Künstlers Parscha Mighawameddin und der Kunstlehrerin Katrin Schneider mit Graffiti verziert. Der Wanderweg führt unter dieser Brücke hindurch. Das Graffiti enthält auch den Namen des Wanderwegs. Der Bürgermeister Beckingens hatte zu dieser Aktion aufgerufen.
Im selben Jahr wurde der Bau einer Photovoltaikanlage an dem Wanderweg, nahe dem Speiser-Sägewerk, geplant. Um den Bau zu verhindern, wurde eine Bürgerinitiative ins Leben gerufen. Als Grund hierfür wurden unter anderem Zerstörung von Natur und Beeinträchtigung von Tourismus genannt. Der Bau konnte jedoch nicht verhindert werden.

## Beschreibung
Der Wanderweg beginnt am Bahnhof Beckingen. Von dort führt er bergauf an mehreren Bunkern und einem verlassenen Kalksteinbruch mit Kalkofen vorbei. Nach 200 Höhenmetern und dem Betreten des Naturschutzgebiets Wolferskopf ist das Fischerberghaus erreicht.
An dem Steinbruch wurde von 1850 bis 1967 Trochitenkalk gewonnen. Dieser wurde beispielsweise als Zuschlagstoff bei der Stahlerzeugung in der Dillinger Hütte und beim Hausbau verwendet. Die Naturlandstiftung Saar erwarb den Steinbruch 1981 und machte ihn 1999 öffentlich zugänglich.
Der Kalkofen wurde 1982 von der Stiftung rekonstruiert. Er ist einer von drei Öfen, die nach dem Zweiten Weltkrieg von der Firma Probst erbaut und bis etwa 1959 genutzt wurden. Auch um 1778 wurde hier schon ein Kalkofen erwähnt.

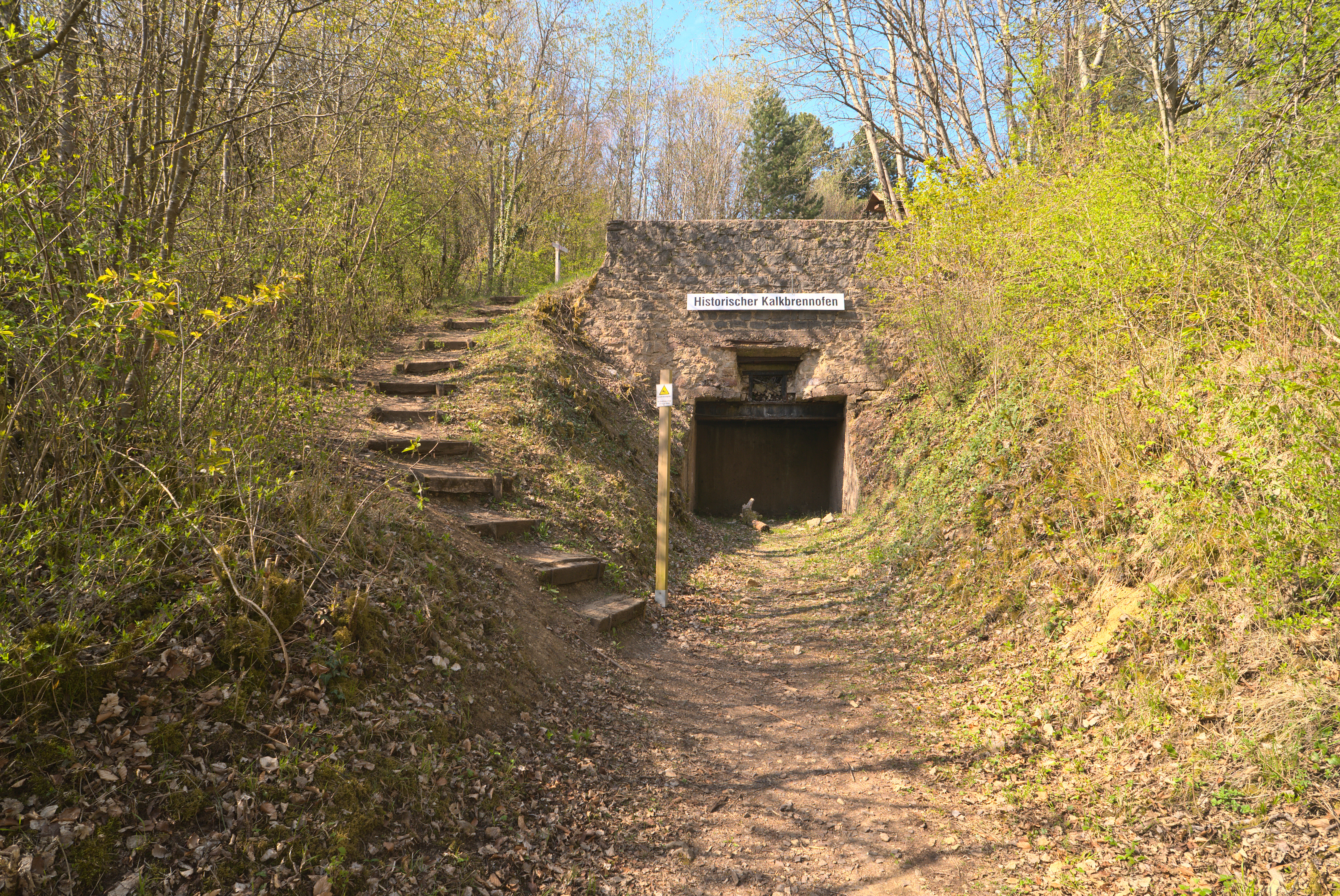
Der Kalkbrennofen am Fischberg

Anschließend führt der Weg weiter durch das Naturschutzgebiet und zu seinem höchsten Punkt auf 364 m, dem Vierwegepunkt. Neben dem Saartal bietet dieser eine Aussicht auf den Schaumberg, das Lothringer Stufenland, den Litermont, die Wahlener Platte bei Losheim am See, den Schwarzwälder Hochwald, die Siersburg, Ensdorf mit dem Saarpolygon und Dillingen. Weiter geht der Weg bergab nach Haustadt. Er zieht sich dabei entlang der historischen Grenze zwischen dem Königreich Frankreich und dem Kurfürstentum Trier aus dem Jahr 1778. Sie verlief von Saarfels bis nach Bachem. Markiert wurde sie mit 137 Grenzsteinen aus Sandstein. Von diesen sind heute noch ca. 95 Grenzsteine erhalten. Die Meisten befinden sich in dem Naturschutzgebiet. Heute sind diese Grenzsteine über ihren eigenen Rundwanderweg verbunden, den Grenzsteinweg.

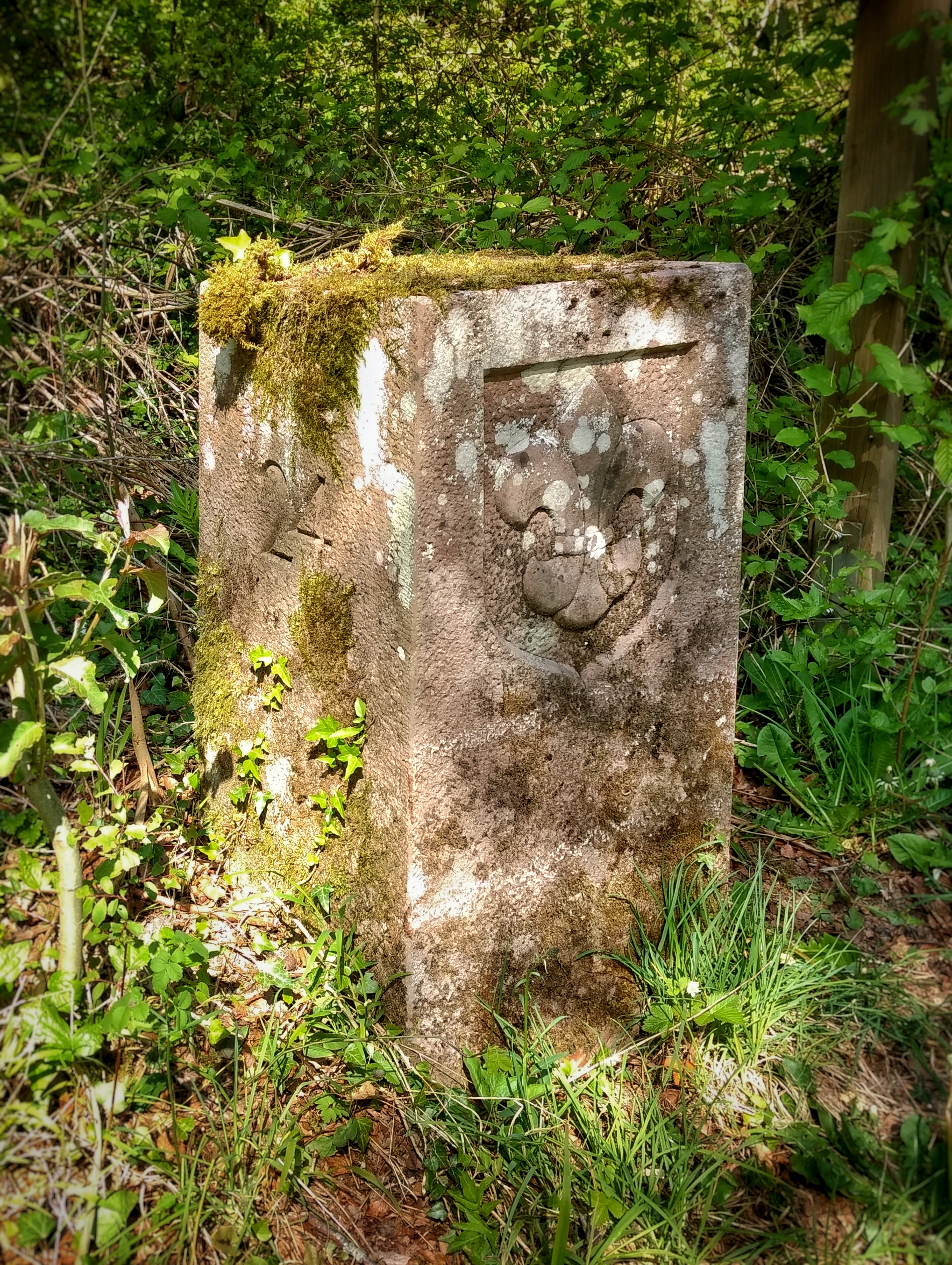
Ein Grenzstein am Wanderweg

Der Weg führt weiter an einem Westwallbunker des Typs Regelbau 10 vorbei. Dieser beherbergt ein Westwallmuseum. Daraufhin wird der Beckinger Wald bis zum Kondelerbachtal durchquert. Im Wald passiert man das Beckinger Bildchen.

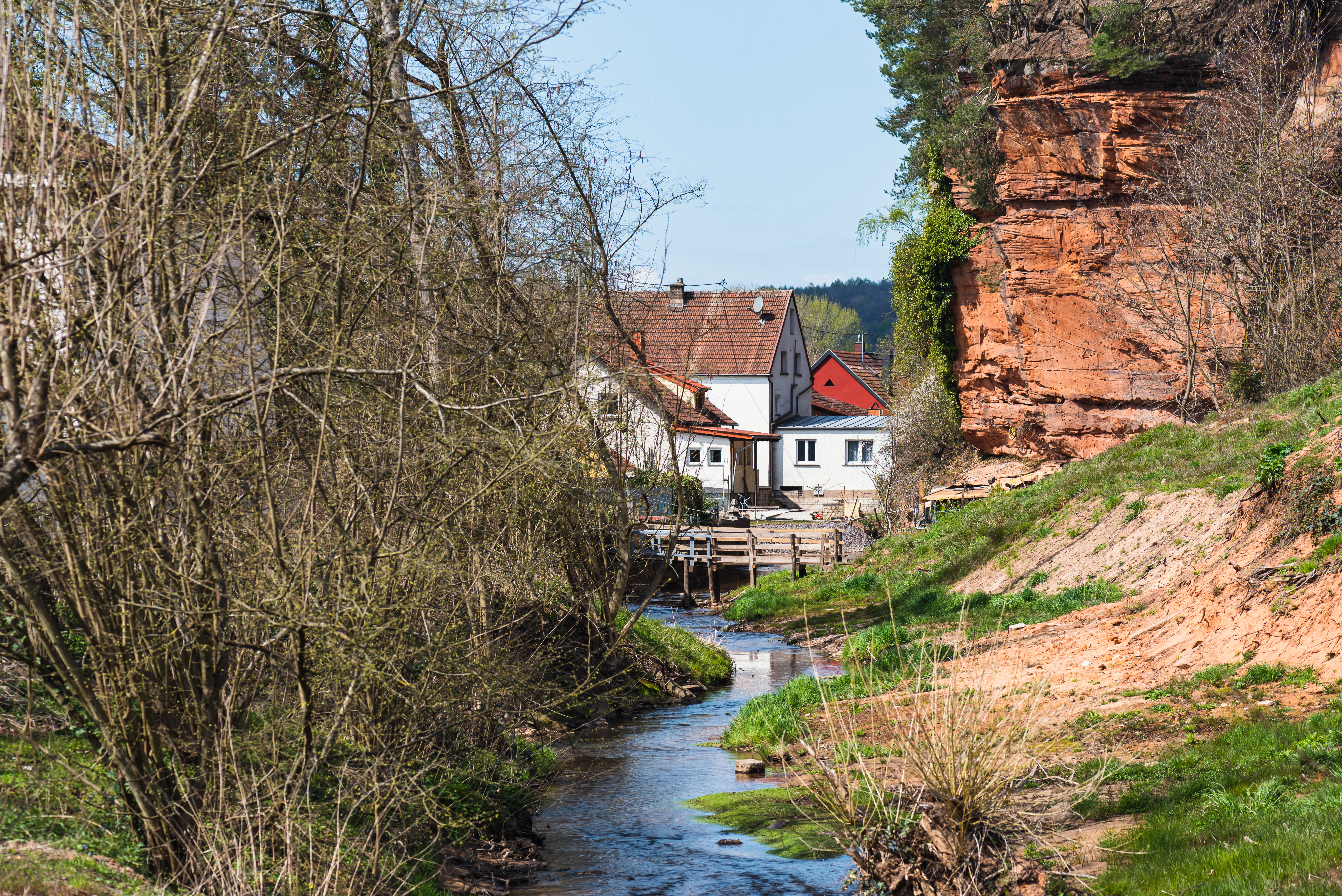
Kondeler Bach hinter der Felsmühle

Dem Kondeler Bach folgt man an der Felsenmühle und dem Altarm der Saar vorbei bis zu seiner Mündung in die Saar.
Der Altarm entstand im Zuge der Flussbegradigung. Diese wurde durchgeführt, um die Saar zu einer Wasserstraße auszubauen. Heute wird er als Angelweiher genutzt.
Anschließend durchquert man noch den SaarGarten.
Der Garten beinhaltet mehrere Skulpturen, sowie einen Spielplatz, Wiesen und bepflanzte Felder. Er ist direkt an der Saar gelegen.
Bevor man wieder den Bahnhof erreicht, kommt man noch an der Photovoltaikanlage, einem Bunker und dem Speiser-Sägewerk vorbei.